# Primarias presidenciales de la Concertación de 2005
Las primarias presidenciales de la Concertación de Partidos por la Democracia del año 2005 sería el sistema electoral para definir a la candidata presidencial de tal coalición chilena, para la elección presidencial de 2005. En ella se enfrentarían Michelle Bachelet Jeria, candidata por el Partido Socialista (PS), el Partido por la Democracia (PPD), y el Partido Radical Socialdemócrata (PRSD), y Soledad Alvear Valenzuela, candidata por el Partido Demócrata Cristiano de Chile (PDC). Sin embargo, el proceso quedó inconcluso cuando Alvear se retiró de la competencia meses antes de la realización de la primaria.

## Desarrollo

### Definición de candidaturas
Debido a la existencia de diversos precandidatos presidenciales dentro de los diferentes partidos políticos que componen esta coalición, el candidato presidencial único que se presentaría el 11 de diciembre debería haber sido elegido mediante la realización de elecciones primarias (como ha sido la práctica en las dos elecciones presidenciales precedentes).
El Partido Socialista (PS) presentó de forma oficial la precandidatura de Michelle Bachelet —exministra de Salud y Defensa Nacional del gobierno del presidente Ricardo Lagos— el 27 de noviembre de 2004, aunque ya desde el 16 de abril —durante una celebración del aniversario del partido— el presidente del PS Gonzalo Martner había insinuado la posibilidad de presentarla como candidata. Posteriormente Bachelet también fue proclamada precandidata del Partido por la Democracia —el 14 de noviembre de ese año— y del Partido Radical Socialdemócrata —en su consejo nacional realizado el 23 de abril de 2005—.
El Partido Demócrata Cristiano (PDC), en cambio, debió enfrentar un arduo trabajo para elegir a su representante entre Eduardo Frei Ruiz-Tagle, expresidente de la República y senador vitalicio, Adolfo Zaldívar, presidente de la colectividad, y Soledad Alvear, anterior ministra de los gobiernos concertacionistas de Patricio Aylwin (Servicio Nacional de la Mujer), Eduardo Frei Ruiz-Tagle (Justicia) y Ricardo Lagos (Relaciones Exteriores). Finalmente, Frei retiró su postulación, y tras una votación en la Junta Nacional del partido del 15 de enero de 2005, Alvear obtuvo 287 votos contra 239 de Zaldívar y fue elegida como precandidata del PDC.

### Inicio de campaña y retiro de Alvear

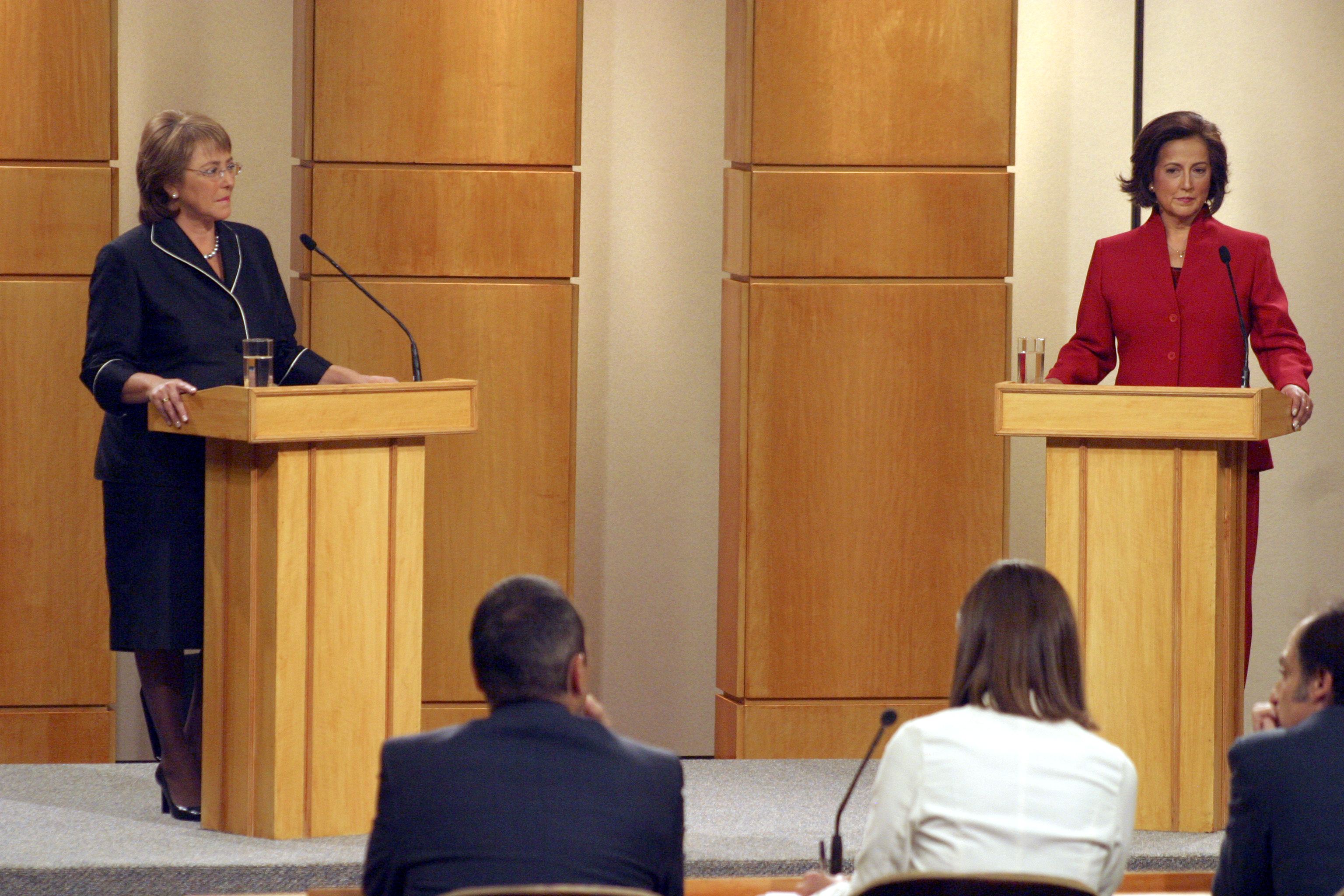
Michelle Bachelet y Soledad Alvear participan del primer (y único) debate televisado a nivel nacional, realizado en Hualpén.

Tras definirse a las dos candidatas presidenciales (hecho único en la historia del país, ya que la Concertación presentaría a una mujer que tiene reales posibilidades de salir electa), comenzó una serie de reuniones entre ambos comandos para definir el sistema de elección de la candidata única. Finalmente el 22 de marzo se acordó una elección a nivel nacional, abierta para todos los inscritos en los registros electorales (excepto los inscritos en partidos de otra coalición), el 31 de julio de 2005.
Además, se programaron una serie de debates en cada una de las regiones, de los cuales solo dos serían televisados a nivel nacional; el primero, en Hualpén (Concepción), programado para el 28 de abril de 2005, y el último, fijado para el 27 de julio del mismo año en la ciudad de Santiago. Los demás debates regionales estaban agendados en el siguiente orden: Valparaíso (18 de mayo), Temuco (26 de mayo), Puerto Montt (27 de mayo), Antofagasta (9 de junio), Iquique (10 de junio), Rancagua (23 de junio), Talca (24 de junio), Copiapó (7 de julio), La Serena (8 de julio), Punta Arenas (21 de julio), y Coyhaique (22 de julio).
La campaña no estuvo exenta de fricción entre el bloque «progresista» (PS-PPD-PRSD) y el PDC, sobre todo tras las declaraciones del presidente Ricardo Lagos en marzo, cuando dejó entrever su apoyo a Bachelet en una entrevista concedida a Televisión Nacional. Alvear reaccionó afirmando que «no merezco esa actitud; confío en que el presidente, en el curso de esta mañana, rectifique sus dichos», y recibió el respaldo de su partido. Lagos tuvo que matizar sus comentarios, afirmando que «Hay dos candidatas de la Concertación. Ambas trabajaron lealmente conmigo. Yo tengo, por consecuencia, dos candidatas».
Tras la realización de dos de los trece debates regionales —los de Hualpén y Valparaíso—, el 24 de mayo la abanderada demócrata cristiana declinó continuar en la carrera a la presidencia, dejando como única candidata de la Concertación a la socialista Michelle Bachelet, y ambas se reunieron al día siguiente, ocasión en que Bachelet no consiguió que Alvear se uniera a su comando. El senador del PDC Jorge Pizarro, declaró que la renuncia de Alvear «tiene que ver con la constatación de un cuadro político que en un momento determinado podía poner en riesgo la posibilidad de un nuevo gobierno de la Concertación», refiriéndose a la posible disputa de votos de centro por parte del candidato de Renovación Nacional, Sebastián Piñera, quien provenía de una familia que tuvo fuertes lazos con el Partido Demócrata Cristiano.